# Grantstand
Grantstand è un album di Grant Green, pubblicato dalla Blue Note Records nell'aprile del 1962. Il disco fu registrato il 1 agosto del 1961 al Van Gelder Studio di Englewood Cliffs, New Jersey (Stati Uniti).

## Tracce
Lato A
1. Grantstand – 9:04 (Grant Green)
2. My Funny Valentine – 9:06 (Richard Rodgers, Lorenz Hart)

Lato B
1. Blues in Maude's Flat – 15:01 (Grant Green)
2. Old Folks – 4:11 (Dedette Lee Hill, Willard Robinson)

Edizione CD del 1987, pubblicato dalla Blue Note Records (CDP 7 46430 2)
1. Grandstand – 9:00 (Grant Green)
2. My Funny Valentine – 9:03 (Richard Rodgers, Lorenz Hart)
3. Blues in Maude's Flat – 15:00 (Grant Green)
4. Old Folks – 4:10 (Dedette Lee Hill, Willard Robinson)
5. Green's Greenery – 5:08 (Grant Green) – Bonus Track

## Musicisti
- Grant Green - chitarra
- Yusef Lateef - sassofono tenore, flauto
- Jack McDuff - organo
- Al Harewood - batteria[5]